# Xalet a la rambla de la Costa Daurada, 3 (Calafell)
El Xalet a la rambla de la Costa Daurada, 3 és una obra de Calafell (Baix Penedès) protegida com a bé cultural d'interès local.

## Descripció
Es tracta d'un edifici situat a l'interior d'una parcel·la de forma rectangular, delimitada per una tanca, en la qual hi ha altres edificacions de tipus auxiliar. L'edifici principal, de planta quadrangular, té una torre també de planta quadrangular a l'extrem nord-est. La casa té dues plantes i la torre en té dues més. La coberta de la meitat sud és de tres aiguavessos, amb un ràfec que té molta volada i és suportat per bigues i cabirons de fusta, amb unes grans carteles als extrems i a les cantonades. Entre les carteles hi ha una successió de plafons rectangulars, com si fossin finestres cegues. A sota hi ha una cornisa que recorre les façanes. La torre té una coberta de quatre aiguavessos amb un ràfec motllurat. A la part posterior de la torre hi ha un terrat. La porta principal és de mig punt i és situada a la banda est de la casa.
A la banda dreta hi ha un cos que sobresurt, amb els angles aixamfranats, que només ocupa la planta baixa. Disposa de tres finestrals de mig punt. La coberta és un terrat, delimitat per una balustrada amb pilastres, al qual s'accedeix per una porta balconera situada a la planta alta. Al costat esquerre de la porta hi ha una finestra rectangular. A la planta alta damunt del portal hi ha una finestra rectangular. A la seva dreta hi ha la porta balconera i a l'esquerra una altra balconera que dona a una balconada cantonera que comunica amb la façana sud. A la torre hi ha una finestra rectangular i al pis de sobre tres finestres de mig punt que es repeteixen a totes les seves cares. A la planta baixa de la façana sud hi ha una finestra rectangular i a la planta alta dues portes balconeres, una d'elles comunica amb la balconada cantonera. Entre ambdues portes hi ha una finestra de mig punt. Totes les obertures de la casa estan envoltades per motius ornamentals esgrafiats, amb formes curvilínies inspirades en el regne vegetal. Les obertures estan tancades amb persianes de llibret d'època contemporània. Les façanes estan pintades de color ocre.
A la part nord de l'edifici hi ha un cos de planta rectangular, amb dues plantes i coberta plana, afegit en època contemporània. La tanca que dona al carrer, de tipus mixt, té un revestiment de plaques de pedra de forma irregular i reixes de ferro. La parcel·la ocupa una superfície de 1163 m2 i l'edifici principal, sense l'ampliació contemporània, 274 m². El sistema constructiu és de tipus tradicional amb murs de càrrega i sostres unidireccionals de bigues de fusta o bé metàl·liques. Els materials constructius dels murs són, probablement, maons units amb morter de calç. La coberta és feta amb teula àrab. Les baranes i reixes són de ferro. El revestiment de la façana és d'estuc amb esgrafiats.
Originalment era un habitatge plurifamiliar, però actualment és unifamiliar. El 2006 es va rehabilitar i es va edificar el cos nord.